# هولتوزن
هولتوزن (به آلمانی: Holthusen) یک شهر در آلمان است که در لودویگسلوست-پارشیم واقع شده‌است. هولتوزن ۸۸۶ نفر جمعیت دارد.